# مارتین کوپر
مارتین کوپر (به انگلیسی: Martin Cooper) (زادهٔ ۲۶ دسامبر ۱۹۲۸)  مهندس آمریکایی است. وی در صنعت ارتباطات بی‌سیم، به ویژه در مدیریت طیف رادیویی، با یازده حق ثبت اختراع در این زمینه پیشگام است. مارتین کوپر به عنوان پدر تلفن همراه معروف است.
او بنیانگذار و مدیر ارشد کنونی شرکت اری‌کوم (به انگلیسی: ArrayComm) است.
کوپر در دههٔ ۱۹۷۰ میلادی در موتورولا، نخستین تلفن همراه دستی (متمایز از تلفن هوشمند امروزی) را در سال ١٩٧٣ اختراع کرد و تیم توسعه‌دهندهٔ آن را هدایت کرد و در سال ١٩٨٣ به بازار عرضه کرد. از وی به عنوان «پدر تلفن همراه (دستی)» یاد می‌شود و همچنین از وی به‌عنوان نخستین شخصی در تاریخ برای برقراری تماس تلفن همراه دستی در انظار عمومی استفاده کرد نام برده می‌گردد.
کوپر با همسر و شریک تجاری خود آرلین هریس یکی از بنیانگذاران شرکت‌های ارتباطی متعدد است؛ وی یکی از بنیانگذاران و رئیس کنونی (Dyna LLC) در دل مار کالیفرنیا است. کوپر همچنین در کمیته‌های پشتیبانی کمیسیون ارتباطات فدرال ایالات متحده و وزارت بازرگانی ایالات متحده فعالیت می‌کند.

## تحصیلات
مارتین کوپر در شیکاگو از مهاجران یهودی اوکراین به دنیا آمد. وی در سال ۱۹۵۰ از مؤسسهٔ فناوری ایلینوی (IIT) فارغ‌التحصیل شد. پس از فارغ‌التحصیلی در زمان جنگ کره به عنوان افسر زیردریایی خدمت کرد. در سال ۱۹۵۷، وی مدرک کارشناسی ارشد خود را از (IIT) در مهندسی برق گرفت و در سال ۲۰۰۴ مدرک دکترای افتخاری را از (IIT) دریافت کرد. وی در هیئت امنای دانشگاه فعالیت می‌کند.

## ایدهٔ ساخت تلفن همراه
دکتر مارتین کوپر ایدهٔ ساخت گوشی همراه را از یک مجموعهٔ تلویریونی علمی ـ تخیلی به نام «پیشتازان فضا» الهام گرفت که در آن شخصیت اصلی سریال با گوشی بیسیم حرف می‌زند و تصمیم گرفت روی عملی‌کردن این قضیه کار کند و به این ترتیب گوشی (DynaTAC 8000X) نخستین گوشی تلفن همراهی شد که برای نخستین‌بار از سال 1983 و با قیمت ۳٬۹۹۵ دلار به صورت تجاری در سراسر جهان به فروش رسید.

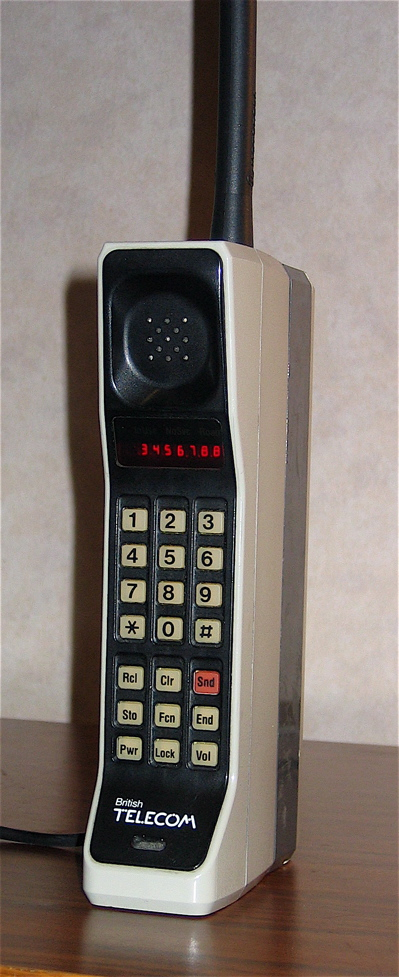
تلفن DynaTAC8000X

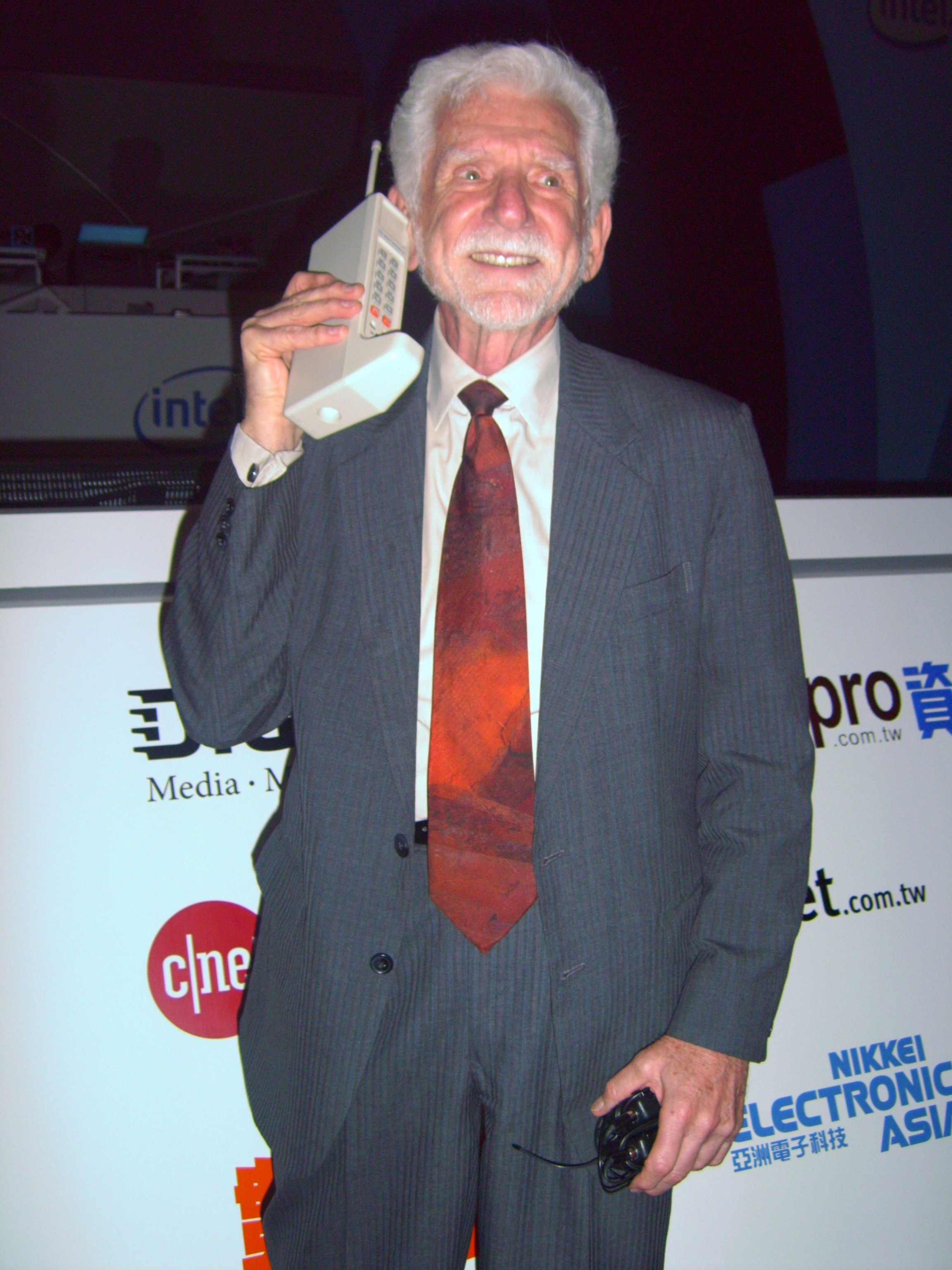
کوپر در سال ۲۰۰۷ به همراه تلفن همراه اولیه‌اش